# Hypothyris satura
Hypothyris satura är en fjärilsart som beskrevs av Richard Haensch 1903. Hypothyris satura ingår i släktet Hypothyris och familjen praktfjärilar. Inga underarter finns listade i Catalogue of Life.